# 日刊電波新聞
日刊電波新聞（にっかんでんぱしんぶん）は、電波新聞社が発行する電機業界の専門紙。1950年（昭和25年）5月5日創刊。
土曜日、日曜日休刊。当初は土曜日も発行していたが、2004年4月から週5日発行としている。土曜日はweb版を発行しており、金曜日の紙面に掲載されるログインコードで閲覧ができる。
発行部数は公称29.5万部。日本ABC協会非加盟のため信憑性は不明。
朝日新聞販売網を利用した全国個別配達を実施している。

## 紙面
1面にコラム「ミリ波」を掲載。最終面（通常6面）は全面広告となる。
「特集」として電機メーカー各社の製品紹介を記事と広告の連動で複数紙面にわたって行っている。第1、2、4木曜日は「ハイテクノロジー」というタブロイド判の第二部が添付され、技術情報に特化した製品特集が組まれる。